# Bennettsville (Carolina del Sur)
Bennettsville es una ciudad ubicada en el Condado de Marlboro en el estado estadounidense de Carolina del Sur. Es sede del Condado de Marlboro. La ciudad en el año 2000 tiene una población de 9.425 habitantes en una superficie de 16,1 km², con una densidad poblacional de 260.7 personas por km². 

## Historia
La ciudad de Bennettsville, fue fundada en 1819 y nombrado por Thomas Bennett, Jr., entonces gobernador de Carolina del Sur.

## Geografía
Bennettsville se encuentra ubicada en las coordenadas 34°37′17″N 79°41′5″O / 34.62139, -79.68472. Según la Oficina del Censo, la ciudad tiene un área total de 16,1 km² (6,2 mi²), de la cual 14,5 km² (5,6 mi²) es tierra y 1,6 km² (0,6 mi²) (10.13%) es agua.

## Demografía
En el 2000 la renta per cápita promedia del hogar era de $22.389, y el ingreso promedio para una familia era de $29.279. El ingreso per cápita para la localidad era de $13.917. En 2000 los hombres tenían un ingreso per cápita de $24.697 contra $21.054 para las mujeres. Alrededor del 27.20% de la población estaba bajo el umbral de pobreza nacional. 
Bennettsville es el centro de un cluster urbano con una población total de 12.070 (censo 2000).